# 아사미촌 (미에현)
아사미촌(朝見村)은 미에현 이난군에 설치되었던 촌이다. 현재의 마쓰사카시에 해당한다.